# 金洲大道
金洲大道为湖南省长沙市境内城市主干道，位于长沙西三环以西，呈东西向。公路起于宁乡县城宁乡大道东，止于长沙高新区，与桐梓坡西路相连。途径长沙高新区（含岳麓区）、望城区和宁乡县，全长25.32公里。路宽23米，双向6车道设计时速80公里，总投资3.98亿元，其中望城区境内东起雷高路交叉口，西至白箬铺镇老屋湾后山，全长12.53公里。